# Col des Issartets
Le col des Issartets est un col à la fois routier et autoroutier du Massif central situé sur l'Aubrac, dans le département de la Lozère. Ce col de l'autoroute A75 s'élève à 1 123 m d'altitude (1 125 m pour la départementale qui passe sur le pont au-dessus), ce qui en fait le plus haut col autoroutier de France.

## Géographie
Le col marque la limite administrative entre les communes de Sainte-Colombe-de-Peyre au nord et du Buisson au sud. Il se situe non loin du lac du Moulinet, base de loisir nautique très fréquentée dans la région de Marvejols.